# Sam Mikulak
Samuel Anthony « Sam » Mikulak (né le 13 octobre 1992 à Corona del Mar, Newport Beach, aux Etats-Unis) est un gymnaste artistique américain.
Il a remporté le concours général du championnat national USA six fois (2013-2016 puis 2018-2019), Il est médaillé de bronze par équipes aux Championnats du monde de gymnastique artistique 2014 et à la barre fixe aux championnats du monde 2018. Il a participé aux Jeux Olympiques à trois reprises (2012, 2016 et 2020). Il a également remporté les championnats NCAA à 8 reprises, en remportant le concours général et d'autres titres en 2011, 2013 et 2014. Il a également remporté les championnats universitaires NCAA 8 fois, remportant l'épreuve par équipe, le concours général et plusieurs titres aux agrès aux championnats NCAA de 2011, 2013 et 2014. Il s'entraîne au Centre d'Entraînement Olympique et Paralympique à Colorado Springs, dans le Colorado.